# NAC Breda
Pour les articles homonymes, voir NAC.
Maillots
Actualités
Le Noad Advendo Combinatie Breda, plus communément appelé NAC Breda, est un club de football des Pays-Bas, situé à Bréda qui évolue en Eredivisie (D1).

## Historique
Le club est né de la fusion entre deux clubs de Bréda, qui sont eux-mêmes désignés par des acronymes : le NOAD (Nooit Ophouden Altijd Doorzetten, ne jamais abandonner toujours persévérer), fondé le 14 juillet 1895 et l'ADVENDO (Aangenaam Door Vermaak En Nuttig Door Ontspanning, plaisant pour la détente, utile pour la relaxation), créé le 1er novembre 1904. Le nom complet du club est donc Nooit Ophouden Altijd Doorzetten Aangenaam Door Vermaak En Nuttig Door Ontspanning Combinatie Breda, soit le plus long nom au monde pour un club de football.
L'une des plus belles pages de l'histoire de NAC fut écrite en 1921. Le club remporta la division Sud du Championnat, constituée des équipes provenant de Zélande, du Brabant-Septentrional et du Limbourg. NAC fut ainsi qualifié pour le tournoi final, aux côtés de Be Quick 1887 (un club de Groningue aujourd'hui amateur), l'Ajax Amsterdam et Go Ahead Eagles. Malgré deux défaites sur ses six matches, NAC remporta la compétition avec un point d'avance et fut sacré champion des Pays-Bas. C'est son seul titre à ce jour.
De 1919 à 1927, le NAC réussit à remporter six fois la division Sud du Championnat en neuf ans. En Coupe des Pays-Bas, la décennie est assez prolifique également : bien que pour sa première apparition le 14 mars 1915, NAC a été battu 3-0 par Feyenoord, il progresse peu à peu, jusqu'à atteindre la demi-finale de la compétition en 1930, battu par l'Excelsior Rotterdam sur le score de cinq buts à deux, après un match épique.
Cette période constitua les « années dorées » du club. Le joueur emblématique de cette époque, devenu international, s'appelait Antoon Verlegh et était surnommé « le Rat », pour la malice et l'intelligence de son jeu. Le stade qu'occupe le club depuis 1996 s'appelle aujourd'hui le Rat Verlegh Stadion.
La plus récente ligne au palmarès de NAC Breda reste la victoire en Coupe des Pays-Bas de 1973. Lors d'une finale organisée au Kuip de Rotterdam, NAC battit le favori NEC Nimègue sur le score de 2-0, avec des buts de Stanley Bish et Addy Brouwers. Au total, le club atteindra quatre fois la finale pour un seul succès. En 2004, NAC battra à la fois le PSV et l'Ajax, mais échouera en demi-finale face au FC Twente.
Dans son histoire, le club avait disputé seulement huit matches sur la scène européenne jusqu'en 2009. En 1967, l'Ajax Amsterdam réalise le doublé Coupe-Championnat, ce qui permet à NAC, en tant que finaliste malheureux de la Coupe, de tout de même prendre part à la Coupe d'Europe des vainqueurs de coupe 1967-1968. Après une victoire contre le modeste club maltais de Floriana (2-1, 1-0), la première aventure européenne de NAC s'achève dès le tour suivant, les huitièmes de finale, face à Cardiff City (1-1, 1-4).
Après sa victoire en Coupe des Pays-Bas, le club pris à part à la même compétition en 1974. Dès le premier tour, NAC est éliminé par les futurs vainqueurs de l'épreuve, le FC Magdebourg : après un match nul 0-0 à Bréda, l'équipe s'incline 2-0 au retour, en Allemagne de l'Est.
Près de trente ans furent nécessaires pour que NAC puisse de nouveau atteindre une compétition européenne. Grâce à une quatrième place en Championnat en 2003, l'équipe, alors dirigée par Henk ten Cate, subit l'année suivante une cruelle désillusion en Coupe UEFA. L'opposition face à Newcastle United en tour de qualification tourna à la déroute : le match aller à St James' Park se solda sur le score de 5-0, avec notamment un doublé de Craig Bellamy. Le retour fut à peine plus glorieux, avec une défaite 1-0 à domicile.
C'est en 2009 qu'ils réalisèrent leur seul parcours glorieux en Europe. Débutant au deuxième des quatre tours de qualification à la Ligue Europa 2009-2010, ils écrasèrent les Arméniens du Gandzasar Kapan en gagnant 2-0 à l'extérieur et 6-0 aux Pays-Bas. Ils se retrouvèrent donc qualifiés contre les Polonais du KP Polonia Varsovie qui avaient terminés quatrièmes du championnat de Pologne. Ils gagnèrent 3-1 à domicile puis 1-0 à l'extérieur. Ils purent donc accéder à l'ultime tour de qualification mais ils s'y firent étriller par Villarreal (1-3 à l'aller, 1-6 au retour)
Lors de la saison 2023-2024, le NAC Breda fait son retour en première division néerlandaise. Le club est promu en passant par les play-offs de promotion en battant l'Excelsior Rotterdam sur la double confrontation (victoire 6-2 à l'aller puis défaite 4-1 au retour). Le NAC Breda retrouve ainsi l'Eredivisie après cinq ans d'absence.

## Palmarès
- Championnat des Pays-Bas
  - Champion : 1921
- Coupe des Pays-Bas
  - Vainqueur : 1973
  - Finaliste : 1961, 1967

## Joueurs et personnalités du club

### Entraîneurs
Le tableau suivant présente la liste des entraîneurs du club depuis 1926.
| Rang | Nom                     | Période               |
| ---- | ----------------------- | --------------------- |
| 1    | Ben Affleck             | juin 1926-oct. 1926   |
| 2    | James Moore             | févr. 1927-avr. 1928  |
| 3    | Lou van der Linden      | juil. 1934-juin 1941  |
| 4    | Cor Kools               | juil. 1934-juin 1944  |
| 5    | Antoon Verlegh          | juil. 1934-juin 1945  |
| 6    | Jan Blom                | juil. 1942-juin 1947  |
| 7    | Cor Kools               | juil. 1945-juin 1947  |
| 8    | Joseph Veréb            | juil. 1947-juin 1949  |
| 9    | Jan Blom                | juil. 1949-juin 1961  |
| 10   | Simon Plooijer          | juil. 1961-juil. 1966 |
| 11   | Bob Janse               | juil. 1966-juin 1968  |
| 12   | Leo Canjels             | juil. 1968-juin 1971  |
| 13   | Ben Peeters             | juin 1971-mars 1973   |
| 14   | Henk Wullems            | mars 1973-juin 1975   |
| 15   | Gerbrand 'Bob' Maaskant | juil. 1975-juin 1977  |
| 16   | Hans Dorjee             | juil. 1977-juin 1979  |
| 17   | Jo Jansen               | janv. 1979-juin 1983  |
| 18   | Henk de Jonge           | juil. 1983-mrs 1984   |
| 19   | Bob Maaskant            | mars 1984-juin 1986   |
| 20   | Leen Looyen             | juil. 1986-juin 1987  |

| Rang | Nom                    | Période              |
| ---- | ---------------------- | -------------------- |
| 21   | Hans Verel             | juil. 1987-mars 1990 |
| 22   | Ton Carton             | mars 1990-avr. 1990  |
| 23   | Cor Pot                | avr. 1990-oct. 1991  |
| 24   | Jo Jansen              | oct. 1991-juin 1992  |
| 25   | Piet de Visser         | juil. 1992-oct. 1992 |
| 26   | Ronald Spelbos         | janv. 1993-juin 1995 |
| 27   | Wim Rijsbergen         | juil. 1995-juin 1997 |
| 28   | Herbert Neumann        | juil. 1997-oct. 1998 |
| 29   | Ronald Spelbos         | oct. 1998-mars 1999  |
| 30   | Kees Zwamborn          | mars 1999-juin 1999  |
| 31   | Henk ten Cate          | juil. 2000-juin 2003 |
| 32   | Ton Lokhoff            | juil. 2003-déc. 2005 |
| 33   | Cees Lok               | janv. 2006-avr. 2006 |
| 34   | John Karelse (intérim) | avr. 2006-juin 2006  |
| 35   | Ernie Brandts          | juil. 2006-juin 2008 |
| 36   | Robert Maaskant        | juil. 2008-août 2010 |
| 37   | Gert Aandewiel         | août 2010-juin 2011  |
| 38   | John Karelse           | août 2010-oct. 2012  |
| 39   | Adrie Bogers (intérim) | oct. 2012-nov. 2012  |
| 40   | Nebojša Gudelj         | nov. 2012-oct. 2014  |

| Rang | Nom                      | Période               |
| ---- | ------------------------ | --------------------- |
| 41   | Eric Hellemons (intérim) | oct. 2014-janv. 2015  |
| 42   | Robert Maaskant          | janv. 2015-oct. 2015  |
| 43   | Marinus Dijkhuizen       | oct. 2015-déc. 2016   |
| 44   | Stijn Vreven             | jan. 2017-2018        |
| 45   | Mitchell van der Gaag    | 2018 - mars 2019      |
| 46   | Ruud Brood (nl)          | mars 2019-déc. 2019   |
| 47   | Willem Weijs (intérim)   | janv. 2020-févr. 2020 |
| 48   | Peter Hyballa            | févr.2020-juil. 2020  |
| 49   | Maurice Steijn           | 2020-2021             |
| 50   | Edwin de Graaf           | 2021-2022             |
| 51   | Robert Molenaar          | 2022-                 |

## Stade

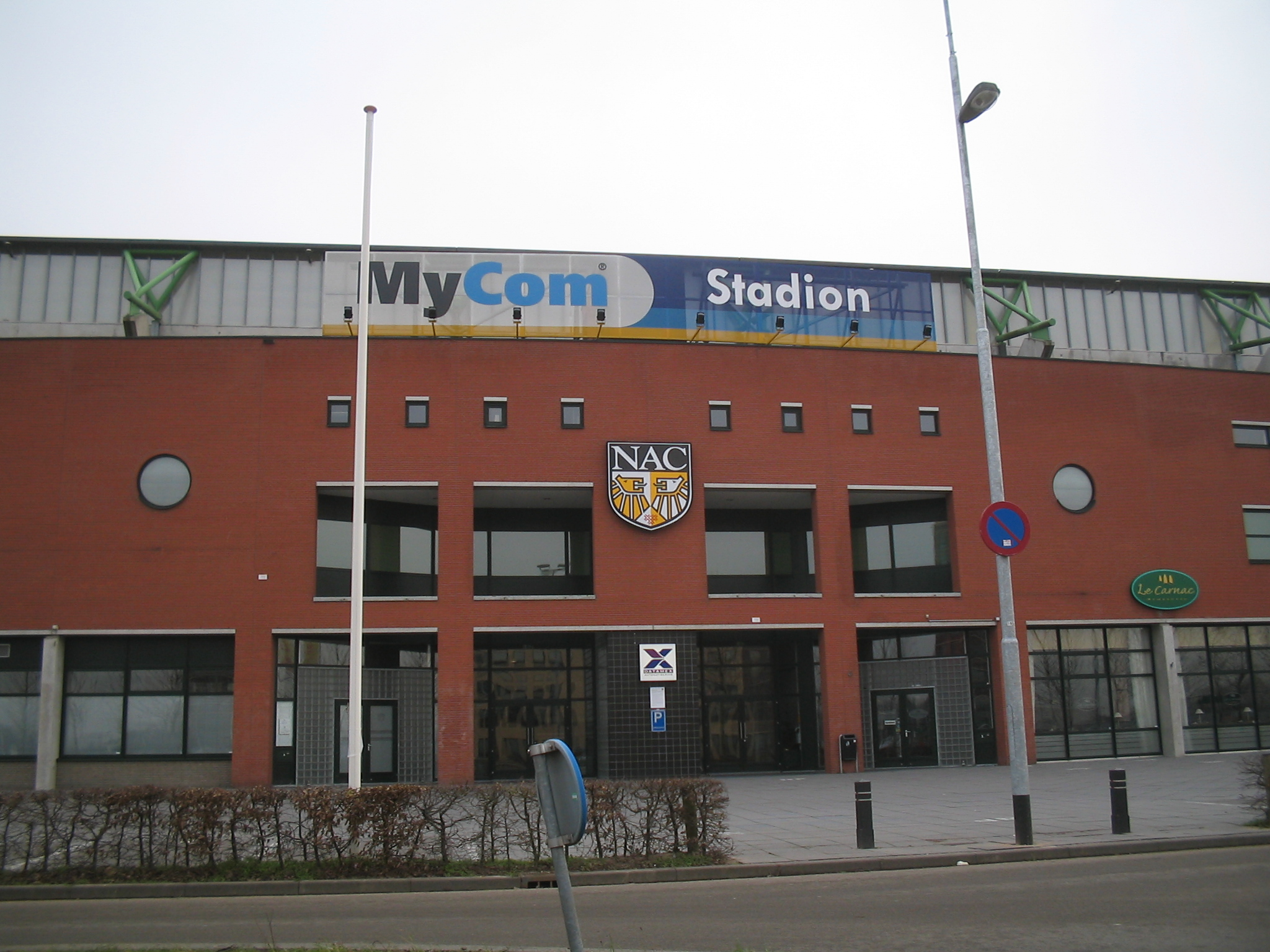
Le Rat Verlegh Stadion

En 1996, NAC quitte son ancien stade Aan de Beatrixstraat, situé au centre de Bréda, pour un tout nouveau stade de 16 400 places, sis juste en dehors, qui aura coûté 29 millions de florins. Il s'appelle alors le Fujifilm Stadion. Entre 2003 et 2005, il est renommé en MyCom Stadion.
Cependant, juste après la construction du nouveau stade, le club subit des difficultés sportives et financières. En 1999, le club conclut même le Championnat par une 18e et dernière place, synonyme de relégation en deuxième division, dont il est champion l'année suivante.
Pour soulager NAC, la ville de Bréda décide le 30 janvier 2003 de racheter le MyCom Stadion pour environ 15 millions d'euros. Le club est alors sauvé de la faillite et, depuis cette date, loue le stade pour y organiser ses matches. Il est renommé Rat Verlegh Stadion, en hommage à un des joueurs les plus mythiques de l'histoire du club. En signe de gratitude envers la municipalité, ce dernier devient le NAC Breda.